# Арарат (футбольный клуб, Тегеран)
Футбольный клуб «Арарат» (перс. آرارات تهران‎) — иранский футбольный клуб армянской общины Тегерана, входит в систему многопрофильной спортивной организации «Арарат».

## История
Клуб был основан в 1944 году иранскими армянами и назван в честь известной горы. Несмотря на то, что у клуба никогда не было впечатляющих результатов, клуб благодаря поддержке армянского меньшинства был одним из немногих клубов страны, у которого было стабильное финансирование и собственный стадион. В последний раз «Арарат» играл в «Лиге Азадеган» — высшей лиге Ирана (с 2001 года Высшая Лига — «Про Лига», а название «Азадеган» перешло к первому дивизиону) в сезоне 1995/96. Из-за трудностей, испытываемых клубом, последнее время клуб играл в 1-й и 2-й лигах Ирана. До недавнего времени у клуба была политика найма армянского штата работников и игроков, но в последнее время клуб начал приглашать тренеров не армян, при этом отбор игроков по-прежнему происходит среди армян Ирана. В сезоне 2005/06 клуб был очень близок к переходу в 1-ю лигу Ирана (с 2001 года «Лига Азадеган»), но за несколько недель до финиша турнира растратил своё преимущество. В сезоне 2007/08 «Арарат» занял последнее место в лиге и должен был начинать новый сезон в 3-й лиге, но в июле 2008 года Федерация Футбола Ирана увеличило число команд во 2-й лиге до 28 команд. Благодаря этому решению «Арарат» сохранил за собой место во второй по значимости лиге Ирана.

## Сезон 2008/09
Из-за трудного финансового состояния и больших долгов, клуб не смог оплачивать заработную плату игрокам и персоналу, в результате клуб занял последнее место во 2-й лиге группы «А». Таким образом «Арарат» опустился в 3-ю по значимости иранскую футбольную лигу. Иранская федерация футбола пошла на встречу клубу в решении финансовых проблем и предоставила ему 2-летний перерыв для улаживания всех проблем, после чего клуб возобновит свои выступления с 3-й лиги.

## Выступления с момента реформирования лиги

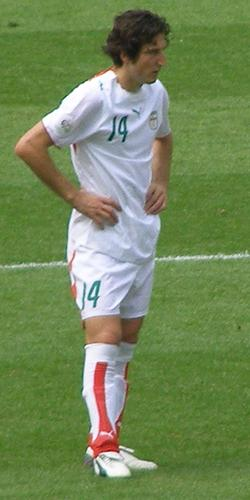
Воспитанник клуба, игрок сборной Ирана — Андраник Теймурян

| Сезон   | Лига     | Место | Кубок страны           |
| ------- | -------- | ----- | ---------------------- |
| 2001/02 | 1-я лига | 7     | Первый раунд           |
| 2005/06 | 2-я лига | 3     | Второй раунд           |
| 2006/07 | 2-я лига | 7     | Первый раунд           |
| 2007/08 | 2-я лига | 14    | Первый раунд           |
| 2008/09 | 2-я лига | 9     | не прошел квалификацию |